# Froggattisca pulchella
Froggattisca pulchella är en insektsart som beskrevs av Peter Esben-Petersen 1915. 
Froggattisca pulchella ingår i släktet Froggattisca och familjen myrlejonsländor. Inga underarter finns listade i Catalogue of Life.